# 空中鞦韆
《空中鞦韆》（日语：空中ブランコ）是奧田英朗的小說。變態怪醫Dr.伊良部系列第2彈。第131回直木獎得獎作品。同時也有改編電視劇、舞台劇及電視動畫。

## 收錄作品
- 空中鞦韆
- 刺蝟
- 義父的假髮
- 三壘
- 女流作家

## 登場角色
伊良部一郎
伊良部綜合醫院神經科醫生。喜歡為患者注射。體胖膚白。
學生時代時，因為臉看起來比較老成，常被同學誤認為是老師。被認為是醫學系的災難，大學畢業後成為小兒科醫生，但是因為和病患爭執而被投訴，而轉到精神科。
真由美
神經科的護士。F罩杯。喜歡穿暴露的衣服。和伊良部一起出診時穿著豹紋熱褲。
山下公平
〈空中鞦韆〉主角。在马戏表演鞦韆。有7年的空中飛人經歷，空中鞦韆表演者們的領導人。雙親都是馬戲團員。因為一直失敗，被妻子和團員相勸去看精神科。認為失敗的原因都是搭檔的問題。
豬野誠司
〈刺蝟〉主角。澀谷的極道紀尾井一家的年輕首領。曾被稱為「澀谷的野豬」。有著連筷子都無法使用的尖端恐懼症，吃飯的時候使用湯匙。被妻子勸去看精神科。
池山達郎
〈義父的假髮〉主角。大學講師、附屬醫院勤務的精神科醫生。義父（妻子的父親）就任醫學系學部長後，前途似錦。醫學系時代和伊良部是同學。有想要按按鈕然後逃跑的衝動，及破壞整齊東西的衝動的強迫症。每次一看到義父戴著明顯的假髮，就有把它抓下來的衝動。
坂東真一
〈三壘〉主角。職業棒球選手。已經進入職業10年的三壘手。在某次練習比賽，被年輕的帥新人刺激暴投後，變得無法傳球給一壘。假裝右肩疼痛，作為傷者被編出一軍。
星山愛子
〈女流作家〉主角。描繪都會男女心情的當代一流小說家。為現在在寫新的作品，是不是以前寫過的內容感到不安。曾患心因性嘔吐症，後痊癒，2年後症狀復發，前往精神科。

## 電視劇

### 日本版
2005年5月27日由富士電視台製作，作為星期五娛樂特別企劃播放的電視劇。

#### 簡介
突然無法飛躍成功而失眠的空中鞦韆飛人‧公平、尖端恐懼症的極道‧豬野、誇大妄想自我意識過剩的模特兒‧廣美，各自抱持著煩惱來拜訪精神科醫生‧伊良部接受諮詢。然而，治療卻只是注射維他命，之後，好奇心旺盛的伊良部突發奇想的行動，倉皇失措的患者們被捲入偶發事件中。究竟他們的心病能不能治好呢？

#### 演員
- 伊良部一郎（阿部寬）

以破天荒方式進行治療的精神科醫生。好奇心旺盛且天真爛漫，說話有點直接。其實是大醫院的名門子弟。
- 真由美（釋由美子）

伊良部的搭檔護士。穿著性感護士服。
- 山下公平（堺雅人）

空中鞦韆的天才飛人。因為突然無法飛躍成功而失眠。
- 安川廣美（佐藤仁美）

模特兒。誇大妄想且自我意識過剩。為跟蹤者困擾著。原作收錄於《In The Pool》。
- 豬野誠司（遠藤憲一）

極道。有尖端恐懼症，光是看到秋刀魚的頭就會開始顫抖。

#### 製作人員
- 原作：奧田英朗《空中鞦韆》（文藝春秋刊）
- 企劃：荒井昭博、保原賢一郎（富士電視台）
- 劇本：橋本裕志
- 製作人：關口靜夫、橋本芙美（共同電視）
- 演出：村上正典（共同電視）
- 製作：富士電視台、共同電視

#### 連續劇
2011年1月於朝日電視台播出，德重聰主演。

### 韓國版
預定於KBS播出，朴新陽主演。

## 舞台劇
2008年4月20日在東京藝術劇場上演。

### 簡介
馬戲的明星、「空中鞦韆」的王牌飛人的山下公平，不知道從什麼時候開始，與搭檔內田默契不佳而一再落下。
看著公平情緒漸漸不穩定的妻子，建議他去醫院接受診察。來到伊良部綜合醫院精神科的公平，擔任其主治醫生的是該醫院的名門子弟‧伊良部一郎。而他居然連問診都沒有就指示護士注射。

### 演員
- 伊良部一郎：宮迫博之（雨後敢死隊）
- 真由美：佐藤江梨子
- 山下公平：坂元健兒

### 製作人員
- 原作：奧田英朗《空中鞦韆》（文藝春秋刊）
- 劇本：倉持裕
- 演出：河原雅彥
- 主催：朝日電視台、電通
- 企劃製作：鄧肯工作室、電通

## 電視動畫
2009年10月15日至12月24日開始在富士電視台的noitaminA播放。伊良部一郎有三種表現方式，其他登場角色也有更改設定。
這是一部寫實與圖像交織的「混合動畫」，真由美有著杉本有美的臉及全身，每一回的患者都由各自配音員的臉合成演出。除此之外也有用生物象徵。當中出現的解說員福井，也是用福井謙二的臉合成。
此部獲得了日本社團法人「電影電視技術協會的第九屆影像技術獎」的影像技術獎勵獎。影像技術獎是由日本電影電視技術協會主辦的、針對當年度所公開的電影電視作品中使用的影像技術設立的獎項，本屆已是第九屆。獲獎主因是本作動畫的特點就在於會根據不同的場景，有相應的寫實、拼接過的寫實、2D動畫，把這些合成的動畫和寫實融合在一起。

### 登場角色
- 伊良部一郎

原作中是肥胖的男性，在動畫裡有三種身姿。
- 大（聲：三矢雄二）

有著布娃娃熊臉、肥胖的身體。外觀最接近原作，也最孩子氣。
- 中（聲：三矢雄二）

戴著熊耳髮箍和眼鏡的美青年。講話較冷靜，且常露出大膽的笑容。
- 小（聲：朴璐美）

穿著拖地白袍和短褲的少年。用冷眼看著患者。
- 真由美（演、聲：杉本有美）

與原作設定沒有做大幅度變更。角色中唯一全身寫實合成。
- 山下公平（演、聲：森川智之）

〈空中鞦韆〉主角。
- 田口哲也（演、聲：櫻井孝宏）

〈持續勃起〉主角。
- 星山純一（演、聲：三木真一郎）

〈戀愛小說家〉主角。原作是〈女流作家〉，原作性別為女性。
- 坂東真一（演、聲：浪川大輔）

〈三壘〉主角。東京養樂多燕子職業棒球選手。
- 池山達郎（演、聲：平田廣明）

〈義父的那個〉主角。原作是〈義父的假髮〉。
- 津田雄太（演、聲：入野自由）

〈朋友〉主角。
- 豬野誠司（演、聲：高橋廣樹）

〈刺蝟〉主角。
- 岩村義雄（演、聲：岩田光央）

〈坐立不安〉主角。
- 安川浩巳（演、聲：羽多野涉）

〈天才童星〉主角。原作標題是〈魅力職業〉，原作性別為女性。
- 田邊滿男（演、聲：置鮎龍太郎）

〈所有者〉主角。
- 津田英雄（演、聲：古谷徹）

最終話〈金絲雀〉的主角。津田雄太的父親。伊良部綜合醫院急救科副部長。
- 福井（演、聲：福井謙二）

動畫原創的解說角色，擔任現實的症狀、病例、治療等用語解說。登場時故事暫停，從暫停處畫面開門出現。

### 製作人員
- 原作：奥田英朗《In The Pool》、《空中鞦韆》、《町長選舉》（文藝春秋刊）
- 系列導演：中村健治
- 角色設定、總作畫監督：橋本敬史
- 系列構成：石川學
- 美術設計：常盤庄司
- 色彩設計：永井留美子
- CG製作人：森田信廣
- 音響監督：長崎行男
- 音樂：森英治
- 製作人：情野誠人、山本幸治、鷲尾天
- 動畫製作：東映動畫
- 制作：空中鞦韆製作委員會（富士電視台、Asmik Ace Entertainment、Sony Music Entertainment、電通、東映動畫、文藝春秋）

### 主題曲
- 片頭曲〈Upside Down〉

作詞、作曲：石野卓球 / 編曲、歌：電氣GROOVE
- 片尾曲〈Shangri-La (Y.Sunahara 2009 Remodel)〉

作詞：電氣GROOVE / 作曲：電氣GROOVE、Bebu Silvetti / 編曲：電氣GROOVE、Y.sunahara / 歌：電氣GROOVE

### 各話列表
| 話數 | 日文標題 | 中文標題   | 腳本     | 分鏡                       | 演出                       | 作畫監督                   | 播放日期        |
| ---- | -------- | ---------- | -------- | -------------------------- | -------------------------- | -------------------------- | --------------- |
| 1    |          | 空中鞦韆   | 石川学   | 角銅博之 中村健治          | 羽多野浩平                 | 橋本敬史 草間英興          | 2009年 10月15日 |
| 2    |          | 持續勃起   | 村山功   | 植田秀仁                   | 植田秀仁                   | 岡辰也 渡部穏寛 杉藤さゆり | 10月22日        |
| 3    |          | 戀愛小說家 | 田口智子 | 地岡公俊                   | 福本潔                     | 渡辺奈月                   | 10月29日        |
| 4    |          | 三壘       | 村山功   | 地岡公俊 千葉高雪          | 小川孝治                   | 佐久間信一                 | 11月5日         |
| 5    |          | 岳父的那個 | 村山功   | 鈴木清祟                   | 鈴木清祟                   | 高田晃                     | 11月12日        |
| 6    |          | 朋友       | 田口智子 | 角銅博之                   | 角銅博之                   | 石原恵                     | 11月19日        |
| 7    |          | 刺蝟       | 石川学   | 植田秀仁                   | 植田秀仁                   | 岡辰也 渡部穏寛 杉藤さゆり | 11月26日        |
| 8    |          | 坐立不安   | 村山功   | 角銅博之                   | 福本潔                     | 渡辺奈月                   | 12月3日         |
| 9    |          | 天才童星   | 村山功   | 貝澤幸男                   | 小川孝治                   | 佐久間信一                 | 12月10日        |
| 10   |          | 所有者     | 石川学   | 羽多野浩平                 | 羽多野浩平                 | 草間英興                   | 12月17日        |
| 11   |          | 金絲雀     | 石川学   | 貝澤幸男 地岡公俊 中村健治 | 貝澤幸男 地岡公俊 中村健治 | 橋本敬史                   | 12月24日        |

### 播放電視台
日本深夜動畫：下文記載的日本国内播放時間使用日本標準時間（UTC+9）表示。因為部分時間标识會採用30小时制，因此請留意这类超过24:00的时间，其實際播放時間為翌日清晨。
| 播放地區   | 播放電視台        | 播放期間                       | 播放時間（UTC+9）  |
| ---------- | ----------------- | ------------------------------ | ------------------ |
| 關東廣域圈 | 富士電視台（CX）  | 2009年10月15日－2009年12月24日 | 星期四24:45－25:15 |
| 近畿廣域圈 | 關西電視台（KTV） | 2009年10月20日－2009年12月29日 | 星期二25:35－26:05 |
| 中京廣域圈 | 東海電視台（THK） | 2009年10月22日－2010年1月14日  | 星期四26:05－26:35 |
| 佐賀縣     | 佐賀電視台（STS） | 2009年10月28日－2010年1月13日  | 星期三24:35－25:05 |
| 山形縣     | 櫻桃電視台（SAY） | 2009年10月31日－2010年1月16日  | 星期六25:05－25:35 |
| 日本全國   | BS富士            | 2009年11月16日－2010年2月1日   | 星期一24:30－24:55 |
| 长崎县     | 長崎電視台（KTN） | 2009年11月20日－2010年2月12日  | 星期五26:10－26:40 |

## 腳註
1. ↑  . TV Drama Database.   [2014年9月26日]. （原始内容存档于2020年4月13日） （日语）.
2. ↑  .   [2017-06-29]. （原始内容存档于2020-04-13）.
3. ↑  . TV Drama Database.   [2014年9月26日]. （原始内容存档于2020年4月13日） （日语）.

## 外部連結
- （日語）電視劇官方網站
- （日語）舞台劇官方網站
- （日語）電視動畫官方網站 （页面存档备份，存于）